# Armenische Botschaft in Berlin

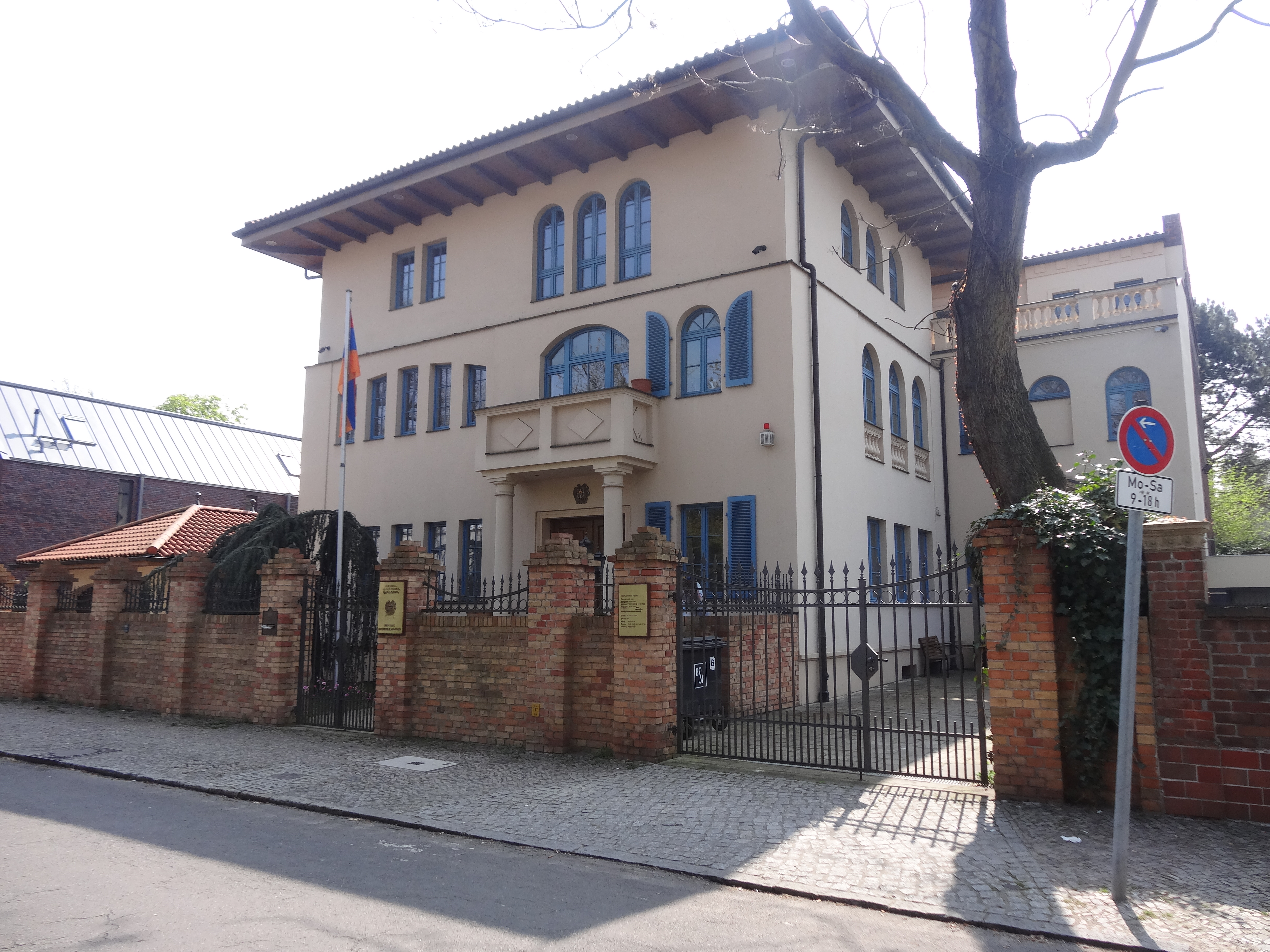
Armenische Botschaft in der Nußbaumallee 4

Die armenische Botschaft in Berlin (offiziell Botschaft der Republik Armenien, armenisch Հանրապետության դեսպանություն Հայաստանի) ist der Hauptsitz der diplomatischen Vertretung Armeniens in Deutschland. Botschafter ist seit dem 14. Dezember 2021 Viktor Yengibaryan.
Armenische Honorarkonsulate gibt es in Hamburg, Karlsruhe, Leipzig, Magdeburg und München.

## Lage
Das Botschaftsgebäude befindet sich in der Nußbaumallee 4 im Ortsteil Westend des Bezirks Charlottenburg-Wilmersdorf.

## Geschichte
Die 1918 gegründete Demokratische Republik Armenien wurde 1920 ebenso wie Georgien und Aserbaidschan von der Roten Armee besetzt. Die drei Staaten wurden am 13. Dezember 1922 zur Transkaukasischen SFSR zusammengeführt und am 30. Dezember 1922 Teil der neu gegründeten Sowjetunion. 1936 wurde die Transkaukasische SFSR aufgelöst, aus ihr entstanden drei Unionsrepubliken, darunter die Armenische SSR.
Unter dem Sammelnamen Transkaukasien bestanden bis etwa 1922 deutsche Gesandtschaften in den Städten Tiflis und Baku.
Die Republik Armenien wurde nach dem Zerfall der Sowjetunion im Jahr 1991 ein unabhängiger Staat. Am 31. Januar 1992 nahmen Armenien und die Bundesrepublik Deutschland diplomatische Beziehungen auf. Die erste Botschaft des neuen Staates bezog ein Haus in der Viktoriastraße 15 im Bonner Ortsteil Godesberg-Villenviertel.
Aufgrund des Umzugs von Parlament und Regierung nach Berlin verlegte auch die armenische Botschaft ihren Sitz in die neue deutsche Hauptstadt und bezog eine Villa in der Hillmannstraße 5 in Berlin-Hermsdorf. Ende der 2000er Jahre zog die Botschaft in einen Neubau in der Nußbaumallee 4 in der Villenkolonie Westend um.

## Botschafter
- 2014–2015: Vahan Hovhannesyan[6]
- 2015–2021: Ashot Smbatjan[7]
- seit 2021: Viktor Yengibaryan[8]

## Deutsche diplomatische Vertretungen in Armenien
Die deutsche Botschaft in Armenien befindet sich in der Hauptstadt Jerewan, Botschafter ist seit 2021 Viktor Richter. Zudem unterhält die Bundesrepublik seit dem 26. Januar 2018 ein Honorarkonsulat in Gjumri.